# Vízvár
Vízvár (horvátul: Izvar) község Somogy vármegyében, a Barcsi járásban.

## Fekvése
Barcstól északnyugatra, a várost Berzencével és a 681-es főúttal összekötő 6801-es út mentén fekszik. A hazai vasútvonalak közül a települést a Gyékényes–Pécs-vasútvonal érinti, amelynek egy megállási pontja van itt, Vízvár vasútállomás.
A partmente a Duna–Dráva Nemzeti Park része.

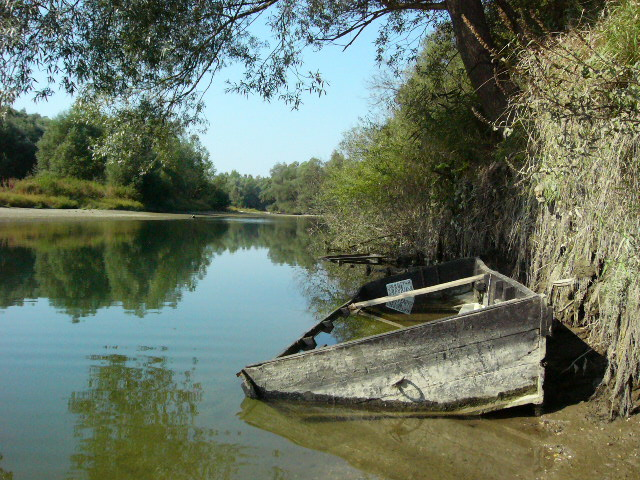
Vízvári Dráva-part

## Története
Vízvár múltjából először a 16. századból vannak emlékek, amikor Tahy Ferenc várat emeltetett a Dráva partján, a víztől és mocsaraktól védett helyen. A vár 1555-ben már fennállt, mivel Zrínyi Miklós 1555 november 17-én kelt levelében a törökök elleni harcban fontosnak vélve az erődítményt zsoldosőrséget sürgetett a vár védelmére, Szigetvár eleste után azonban védői a várat elhagyták, sőt fel is égették maguk mögött. A falu ekkor kihalt, s csaknem százötven évvel később népesült be ismét. Az 1720-as országos összeíráskor háromszáz lelket számláltak meg itt, ekkor már a községhez tartozott Zsitfapuszta és a plébániával rendelkező Csütörtökhely is.
1733-tól a Festetics család volt a földesura, és még a 20. század elején is e család volt a nagyobb birtokosa.
Egy, a 18. század végéről származó irat arról számolt be, hogy a lakosság horvát nyelven beszélt, katolikus tanító élt itt, ám az első iskola alapítása 1742-ben történt. Még a következő évszázad derekán is horvát faluként szerepelt Vízvár, ahol ekkor már csaknem nyolcszáz lakos élt. A lélekszám a következő évtizedekben folyamatosan nőtt: 1881-ben már elkerülte az ezret, s ekkor a lakosság fele már magyarnak vallotta magát.
A 20. század első éveire a lakosok száma elérte a másfél ezret, így a társadalmi élet is megélénkült: olvasó-, gazdakör alakult, népház létesült. Ekkor hozták létre az első közkönyvtárat is. Az első világháború 45, a második 35 áldozatot követelt, emléküket egy emlékmű és emléktábla (1989) őrzi. A két világháború között jelentős ipar működött itt, ám a háború után a téeszesítés beolvasztotta valamennyit.

### Zsitfapuszta
Zsitfa-puszta nevét 1399-ben Sikfa alakban írva említették az oklevelek, mint a székesfehérvári káptalan birtokát. 
A 15. század második felében a Laki Thúz család birtoka volt. 1484-1500 között Lak tartozékaként szerepelt. 1550-ben Tahy Ferencé, 1726-ban őrgróf Turinetti Herkules Lajosé, 1733-ban már Festetics Kristófé volt. Ettől kezdve a Festetics család birtoka.

### Csütörtökhely
Csütörtökhely Zsitfa-puszta és Bélavár szomszédságában feküdt. Neve szerepelt az 1332-1337. évi pápai tizedjegyzékben is, ekkor már plébániája is volt.

## Közélete

### Polgármesterei
- 1990–1994: Roskó György (független)[3]
- 1994–1998: Farkas József (FKgP)[4]
- 1998–2002: Kozma László (független)[5]
- 2002–2006: Kozma László (független)[6]
- 2006–2010: Kozma László (független)[7]
- 2010–2014: Kozma László (független)[8]
- 2014–2019: Kozma László (független)[9]
- 2019–2024: Kozma László (független)[10]
- 2024– : Vodenyák Endre (független)[1]

## Népesség
A település népességének változása:
| Lakosok száma | 541  | 537  | 541  | 484  | 456  | 448  | 433  |
|               | 2013 | 2014 | 2015 | 2021 | 2022 | 2023 | 2024 |

A 2011-es népszámlálás során a lakosok 94,9%-a magyarnak, 17,2% cigánynak, 9,5% horvátnak, 1,7% németnek, 0,2% görögnek, 0,2% lengyelnek,  0,2% szlovénnek mondta magát (4,9% nem nyilatkozott; a kettős identitások miatt a végösszeg nagyobb lehet 100%-nál). A vallási megoszlás a következő volt: római katolikus 74,8%, református 3,2%, evangélikus 0,4%, felekezeten kívüli 8,5% (12,9% nem nyilatkozott).
2022-ben a lakosság 88,4%-a vallotta magát magyarnak, 11,2% horvátnak, 10,4% cigánynak, 1,8% németnek, 1,3% egyéb, nem hazai nemzetiségűnek (11% nem nyilatkozott; a kettős identitások miatt a végösszeg nagyobb lehet 100%-nál). Vallásuk szerint 54,6% volt római katolikus, 4,2% református, 0,2% evangélikus, 0,9% egyéb katolikus, 4,4% felekezeten kívüli (35,7% nem válaszolt).

## Nevezetességei
- Festetics-kastély
- Nepomuki Szent János-templom

## Vízvárról írták
„…arra, amerre eddig még nem jártam, a határhoz közel, a Duna-Dráva nemzeti parkot átszelve.
Berzencéig az első 20 km unalmas és fárasztó volt, mivel már x-szer jártam erre, de utána irány az ismeretlen…
…Szóval mentem, jött szépen Bélavár, és Vízvár, ami ezen túra legszebb településének nyilvánítok. Gyönyörű, amint egy domb oldalából lelátni egy völgybe, kis patakkal. Az utcák rendezettek, virággal borítottak, és a templom is valahogy különleges hatással volt, a kis zöld dombon, rendezett kerttel.”
„A település mellett húzódik a Dráva talán legszebb szakasza. A Vízvár melletti folyóparton emelkedő homokfal parti fecskék és gyurgyalagok fészkelőhelye, a Dráva itt igen gyors folyású, ezért télen sem fagy be, az északi vidékről érkező récék ezrei pihennek meg a folyónál. A homokfal tetejéről megfigyelhetjük a madarakat, és nem utolsósorban gyönyörű panoráma tárul elénk.”